# Ижсталь (хоккейный клуб)
Хокке́йный клуб «Ижста́ль» — команда по хоккею с шайбой из города Ижевска (Удмуртская Республика). Основана в 1958 году. С 2010 года выступает в ВХЛ. Домашняя арена — Учреждение культуры и спорта «Ледовый дворец „Ижсталь“» (вмещает 3 900 зрителей).

## История
Команда основана в 1958 году и представляет Удмуртскую Республику и крупнейшее металлургическое предприятие субъекта Федерации ОАО «Ижсталь». В сезоне 1958/1959 команда «Труд», представляющая завод «Ижсталь», дебютировала в Чемпионате СССР по хоккею с шайбой в классе «Б» 4-й зоне РСФСР. Клуб, победив в самом первом Чемпионате республики 1959/1960 годов и повторив это достижение в 1960/1961, 1970/1971, 1971/1972, 1973/1974, 1978/1979, 1984/1985, 1994/1995, 1999/2000, 2000/2001 годах, является десятикратным Чемпионом Удмуртии.
В начале 1960-х годов металлурги принимали участие в первенстве РСФСР по второй группе и соревнованиях на призы ЦС ДСО профсоюзов. 7 декабря 1967 года Президиум Совета Союза спортивных обществ и организации Удмуртской АССР принял решение об образовании хоккейной команды в структуре СК «Ижсталь» при Ижевском металлургическом заводе, в которую перешли хоккеисты из команд ДСО "Зенит, «Труд» и «Буревестник» (Ижевск). 8 января 1973 года «Ижсталь» дебютировала в розыгрышах Кубка СССР. Свой первый матч в турнире ижевская команда выиграла на открытой площадке стадиона «Спартак» в Новосибирске у «Сибири» 6:4. Начиная с 1969 года «Ижсталь» участвует в чемпионатах страны. За десять лет команда поднялась из класса «Б» в Высшую лигу СССР. Два сезона ижевская команда провела в классе «Б» (четвёртый по рангу дивизион), затем четыре года — во второй лиге класса «А», ещё четыре сезона — в первой лиге, а с 1979 года семь сезонов (с двумя годичными перерывами) в когорте сильнейших советского спорта. Дважды за это время (в 1982 и 1985 годах) «Ижсталь» становилась девятой в таблице. В ижсталевской форме в эти годы играли чемпионы мира, Европы, Советского Союза, обладатели Кубка европейских чемпионов, заслуженные мастера спорта и мастера спорта международного класса. А в 1979 году первыми, получившими высокие звания мастеров спорта СССР именно за успешные выступления в составе «Сталеваров» стали Николай Соловьёв, Игорь и Александр Орловы, Геннадий Чупин, Валентин Чупров, Анатолий Семёнов, Михаил Кашин.
Дебютный матч на высшем уровне команда провела в гостях 18 сентября 1979 против воскресенского «Химика»; вывел команду на лёд в этой встрече капитан Николай Соловьёв. Автором первой шайбы стал защитник Михаил Ковалёв. Исполнителем первого дубля является Мисхат Фахрутдинов, забивший дважды в ворота горьковского «Торпедо» 24 сентября того же года. Первый хет-трик в элите на счету Дмитрия Федина, отличившегося 23 ноября 1979 года в домашней игре со СКА. Четырежды за одну игру ворота соперников удалось поразить Виктору Кутергину; произошло это на ижевском льду 6 ноября 1981 года во встрече с саратовским «Кристаллом». Рекорд скорострельности в Высшем дивизионе принадлежит Сергею Абрамову, который в игре с «Кристаллом» 6 февраля 1982 года за семь минут трижды зажигал свет за чужими воротами. Он же является рекордсменом «Ижстали» в классе сильнейших по числу сыгранных встреч, заброшенных шайб и голевых передач. Также Сергею Абрамову принадлежит первенство среди бомбардиров за всю историю команды. Первую победу «на ноль» в Высшей лиге СССР «Ижсталь» одержала 23 апреля 1980 года; со счётом 2:0 на домашнем льду был обыгран воскресенский «Химик». Обладателем первого Ижсталевского «сухаря» на высшем уровне стал голкипер Дмитрий Курошин.
Организационно-финансовые проблемы вынудили «металлургов» отказаться от участия в чемпионатах России в сезонах 1993/1994 и 1994/1995.
С сезона 1995/1996 по сезон 2013/2014 «Ижсталь» выступал в Высшей лиге чемпионата России.
Сейчас выступает в ВХЛ России.

## Титулы
- Обладатель Кубка РСФСР: 1972[3]
- Чемпион РСФСР: 1975[3]
- Обладатель Кубка шахтёров (Польша, 1976)[3]
- Победитель престижного международного турнира на призы газеты «Советский спорт» (зональный турнир) (1979)[3]
- Победитель Первой лиги первенства СССР по хоккею (1978/79, 1980/81)[3]
- Бронзовый призёр международного турнира «Золотой колос» (Чехословакия, 1983)[3]
- Победитель Полярного кубка в Швеции (1986)[3]
- Победитель турнира на призы ОАО «Татнефть» (1998)[3]
- Обладатель Кубка Федерации хоккея России (2001, 2003, 2006)[3]
- Победитель турнира памяти А. В. Тарасова (2002, 2003, 2004, 2005, 2007, 2013)[3]
- Финалист Кубка «Братины» (2014/15, 2015/16)
- Обладатель «Кубка открытия» (2015/16)
- Победитель турнира «Кубок Лады» (2018)

## Рекорды клуба
- Лучший снайпер за один сезон — Виктор Крутов — 58 шайб (в сезоне 1971/72, вторая лига).
- Лучший снайпер в классе сильнейших за сезон: Мисхат Фахрутдинов — 22 шайбы (1979/80) и Александр Веселов — 22 шайбы (1984/85).
- Лучший бомбардир по системе (гол+пас) за один сезон — Сергей Абрамов — 100 (50+50) баллов за 60 игр Чемпионата и 114 очков за 72 игры с учётом Переходного турнира (1980-81, первая лига).
- Лучший бомбардир в классе сильнейших по системе (гол+пас) за один сезон — Сергей Абрамов — 39 (16+23) (1984-85), ему же принадлежит ещё один рекорд — по количеству шайб, заброшенных в одном матче. 10 октября 1980 года в домашней игре с челябинским «Металлургом» он пять раз поражал ворота соперников. Вновь повторил этот результат на следующий день в спаренной встрече.
- Рекордсмен по «сухим» матчам за сезон в классе сильнейших — Алексей Тверизовский (1981/82).
- Самая крупная победа в Чемпионатах страны — 15:2 одержана над «Бураном» (Воронеж) — первая лига, 16 марта 1981 г.
- Самая крупная победа в классе сильнейших — 6 февраля 1982 г.; со счётом 9:0 был разгромлен саратовский «Кристалл»
- Рекорд командной результативности — 439 шайб — установлен в сезоне 1980/81

«Ижсталь» — неоднократный участник различных международных турниров и встреч. Самое первое рандеву с иностранным соперником состоялось в сентябре 1972 года в Череповце на турнире памяти лётчика-космонавта П. И. Беляева; со счётом 12:8 был обыгран болгарский хоккейный клуб «Академик» (София). Ижевский зритель на домашнем льду впервые увидел хоккеистов другой страны в сезоне 1974-75, когда в товарищеском матче был повержен «Мотор» (Ческе-Будейовице, Чехословакия) — 8:4 (шайбы: Николай Соловьёв (3), Александр Евграфов, Владимир Андреев, Игорь Гуров, Владимир Петров, Александр Борзов). За рубежом ижевчане впервые играли зимой 1976 года, крупно обыграв в дебютной встрече в Катовице неоднократного Чемпиона Польши местный клуб ГКС со счётом 10:4. Самая крупная победа в международных матчах (17:4) была достигнута в том же 1976 году над командой Финской рабочей федерации спорта (ТУЛ). Максимальное преимущество над национальной командой другого государства добыто 6 сентября 1985 г., когда со счётом 11:0 была разгромлена сборная Румынии.
25 марта 2010 года в Ижевске хоккейными клубами «Ижсталь» и «Южный Урал» (Орск) был установлен рекорд продолжительности хоккейного матча в Высшей лиге чемпионата России. В основное время пятого, решающего, матча 1/8 финала Открытого Всероссийского соревнования среди команд Высшей лиги, не было зафиксировано ни одного взятия ворот. Безголевыми оказались и два последующих овертайма. Победная шайба была заброшена защитником «сталеваров» Антоном Даниловым лишь на исходе третьего овертайма, когда на табло значились цифры 119:10.

## Гимн болельщиков хоккейного клуба «Ижсталь»
Неофициальным гимном хоккейного клуба являются стихи Г. А. Дарсания, положенные на мотив песни английской рок-группы «Queen» «The Show Must Go On».

## Результаты выступлений в первенствах России

### Высшая лига чемпионата России (1995—2010)
| Сезон   | Этап                                    | Дивизион/зона          | Результат (место)    |
| ------- | --------------------------------------- | ---------------------- | -------------------- |
| 1995/96 | 1-й                                     | Поволжье               | 6                    |
|         | Турнир за 9-16 места                    | −                      | 9                    |
| 1996/97 | 1-й                                     | Восток                 | 7                    |
|         | 2-й                                     | Урал − Западная Сибирь | 4 место              |
| 1997/98 | 1-й                                     | Восток                 | 2                    |
|         | Переходный турнир за право играть в РХЛ | −                      | 10                   |
| 1998/99 | 1-й                                     | Восток                 | 1                    |
|         | 2-й                                     | −                      | 3                    |
| 1999/00 | 1-й                                     | Восток                 | 5                    |
|         | Кубок Федерации                         | −                      | 3 (в группе)         |
| 2000/01 | 1-й                                     | Восток                 | 7                    |
|         | Кубок Федерации                         | −                      | Победитель           |
| 2001/02 | 1-й                                     | Восток                 | 7                    |
|         | Кубок Федерации                         | −                      | 2 (в группе)         |
| 2002/03 | 1-й                                     | Восток                 | 5                    |
|         | Кубок Федерации                         | −                      | Победитель           |
| 2003/04 | Регулярный сезон                        | Запад                  | 5                    |
|         | плей-офф                                | −                      | Выход в 1/8 финала   |
| 2004/05 | Регулярный сезон                        | Восток                 | 9                    |
|         | Плей-офф                                | −                      | Выход в 1/8 финала   |
| 2005/06 | 1-й                                     | Запад                  | 9                    |
|         | Кубок Федерации                         | −                      | Победитель           |
| 2006/07 | Регулярный сезон                        | Восток                 | 2                    |
|         | Плей-офф                                | −                      | Выход в 1/2 финала   |
| 2007/08 | Регулярный сезон                        | Восток                 | 6                    |
|         | Плей-офф                                | −                      | Выход в 1/8 финала   |
| 2008/09 | Регулярный сезон                        | Центр                  | 1                    |
|         | Плей-офф                                | −                      | Выход в 1/4 финала   |
| 2009/10 | Регулярный сезон                        | Центр                  | 3                    |
|         | Плей-офф                                | −                      | Выход в 1/4 финала 7 |